# خافيير مينديبورو
خافيير مينديبورو (بالإسبانية: Javier Mendiburu)‏ مواليد 1 ديسمبر 1980، هو لاعب كرة سلة إسباني بدأ مسيرته الاحترافية في سنة 1998. يبلغ طوله 6 قدم 5.5 بوصة (2.0 م).

## فرق لعب لها
- سي بي إستوديانتس

## روابط خارجية
- خافيير مينديبورو على موقع الدوري الأوروبي لكرة السلة (الإنجليزية)
- خافيير مينديبورو على موقع الدوري الإسباني لكرة السلة (الإسبانية)
- خافيير مينديبورو على موقع كرة السلة الأوروبية.كوم (الإنجليزية)
- خافيير مينديبورو على موقع كلية كرة السلة في سبورتس رفرنس.كوم (الإنجليزية)
- خافيير مينديبورو على موقع ريلجم (الإنجليزية)
- خافيير مينديبورو على موقع بروبوليرز (الإنجليزية)
- خافيير مينديبورو على موقع سبورتس رفرنس (الإنجليزية)